# Pururavas
Prema hinduističkoj mitologiji, Pururavas (sanskrt पुरूरवस्, Purūravas) bio je indijski kralj u drevno doba. Opisan je kao pobožan vladar koji je osnovao Mjesečevu dinastiju. Spomenut je u svetim tekstovima nazivâ Bhagavata Purana, Vishnu Purana i Matsya Purana, kao i u slavnom epu zvanom Mahabharata.

## Mitologija
Pururavas je rođen na planini Puru, po kojoj je dobio ime. Njegovi su roditelji Budha — bog planeta Merkura te sin Chandre, boga Mjeseca — i njegova žena Ila (इला). Nakon što je Pururavas molio velikog boga Brahmu za pomoć, postao je veliki vladar te je prinio brojne žrtve. Asure su bili njegovi pratitelji, a deve njegovi prijatelji. 

### Djeca
Pururavasovi sinovi:
- Ayu (Ayus) — otac Nahushe, koji je spomenut u Rigvedi[2]
- Amavasu[3]
- Vishvayu
- Shrutayu
- Shatayu (Satayu)
- Dridhayu

### Urvaśi
Prema Rigvedi, Pururavas je imao seksualnu vezu sa ženom zvanom Urvaśi (Uṣas), koja je najvjerojatnije bila apsara („nimfa”), a koja ga je na kraju napustila, na što je on bezuspješno pokušavao nagovoriti ju da mu se vrati.